# Afroedura
Afroedura és un gènere de sauròpsids (rèptils) escatosos de la família dels gecònids. Es troba a Sud-àfrica, Angola, Namíbia, Moçambic i Zimbàbue.

## Taxonomia
Es coneixen les següents espècies d'Afrodura:
- Afroedura africana (Boulenger, 1888)
- Afroedura amatolica (Hewitt, 1925)
- Afroedura bogerti Loveridge, 1944
- Afroedura broadleyi[3] Jacobsen, Niels, Kuhn, Jackman & Bauer, 2014
- Afroedura granitica[3] Jacobsen, Niels, Kuhn, Jackman & Bauer, 2014
- Afroedura haackei Onderstall, 1984
- Afroedura halli (Hewitt, 1935)
- Afroedura hawequensis Mouton & Mostet, 1985
- Afroedura karroica (Hewitt, 1925)
- Afroedura langi (Fitzsimons, 1930)
- Afroedura leoloensis[3] Jacobsen, Niels, Kuhn, Jackman & Bauer, 2014
- Afroedura loveridgei Broadley, 1963
- Afroedura major Onderstall, 1984
- Afroedura maripi[3] Jacobsen, Niels, Kuhn, Jackman & Bauer, 2014
- Afroedura marleyi (Fitzsimons, 1930)
- Afroedura multiporis (Hewitt, 1925)
- Afroedura namaquensis (FitzSimons, 1938)
- Afroedura nivaria (Boulenger, 1894)
- Afroedura pienaari[3] Jacobsen, Niels, Kuhn, Jackman & Bauer, 2014
- Afroedura pondolia (Hewitt, 1925)
- Afroedura pongola[3] Jacobsen, Niels, Kuhn, Jackman & Bauer, 2014
- Afroedura rondavelica[3] Jacobsen, Niels, Kuhn, Jackman & Bauer, 2014
- Afroedura rupestris[3] Jacobsen, Niels, Kuhn, Jackman & Bauer, 2014
- Afroedura tembulica (Hewitt, 1926)
- Afroedura tirasensis Haacke, 1965
- Afroedura transvaalica (Hewitt, 1925)
- Afroedura waterbergensis[3] Jacobsen, Niels, Kuhn, Jackman & Bauer, 2014